# Кароль Філа
Кароль Філа (пол. Karol Fila, нар. 13 червня 1998, Гданськ, Польща) — польський футболіст, фланговий захисник клубу «Страсбур».

## Ігрова кар'єра

### Клубна
Кароль Філа народився у місті Гданськ і займатися футболом почав у місцевій академії футболу. Згодом Кароль приєднався до молодіжного складу іншого клубу з Гданська — «Лехії».
22 липня 2017 року Філа дебютував у першій команді у турнірі Екстракласи. У серпні того року Філа відправився в оренду до клубу Другої ліги — «Хойнічанка», де вже за два тижні зіграв свій перший матч.

### Збірна
У 2019 році Кароль Філа брав участь у Молодіжному Євро-2019, що проходив на полях Італії, де зіграв у всіх трьох матчах своєї команди на груповому етапі.

## Досягнення
Лехія
 Переможець Кубка Польщі: 2018/19
 Переможець Суперкубка Польщі: 2019